# Peret (diseñador)
Pere Torrent (Barcelona, 1945), también conocido como Peret, es un diseñador gráfico, ilustrador, fotógrafo y escultor español. En 1998 le fue otorgado el Premio Nacional de Diseño.
En la actualidad vive y trabaja en Badalona.

## Biografía
Se formó en la Escuela Massana y en el estudio de Josep Pla-Narbona. Abrió su primer estudio de diseño en 1967 y, entre 1970 y 1976 residió en París. Allí, trabajó para importantes cuentas y agencias de publicidad (entre las que destaca Young & Rubicam), realizando diseños e ilustraciones. En 1977 se establece definitivamente en España y en los años 80 y 90 su trabajo cuenta con un notable reconocimiento internacional, compaginando su actividad en los mundos de la ilustración y el diseño con el de la escultura.
Entre otros reconocimientos, cuenta con premios Marc Martí de Cartelismo (2002, 2003 y 2006), diversos Premios Laus y el Premio Nacional de Diseño, que le fue otorgado en 1998. Ese mismo año, recibió también el premio de plata en el Festival Promax de televisión.

## Trabajos
En su trayectoria profesional, Peret ha diseñado identidades corporativas tan importantes como la de la marca de moda Desigual, cortinillas para TV3, ilustraciones para publicaciones internacionales y nacionales (New York Times, El País, El Mundo, La Vanguardia...) y numerosos carteles para el Ayuntamiento de Barcelona, entre los que cabe destacar especialmente los realizados para el festival Grec. Fue el diseñador del cartel de las Fiestas de la Mercé de 2008. También fue uno de los finalistas para el diseño de la mascota de las Olimpiadas de 1992 celebradas en Barcelona, compitiendo con Mariscal.

## Estilo
A pesar de no contar con las limitaciones estilísticas de ilustradores fácilmente reconocibles, en su obra hay ciertos elementos que reaparecen con frecuencia, como son ciertos iconos de la cultura popular pasados por su crítico tamiz. Logra mensajes directos y muy impactantes envueltos en vivos colores que, a menudo, equilibran ingenuidad y acidez.

## Exposiciones
Su obra como creador gráfico y como escultor ha sido expuesta en más de cien exposiciones colectivas y en 16 individuales, habiendo recorrido países como Francia, México o Japón.